# Shimoku Kio
Shimoku Kio (jap. 木尾 士目, Kio Shimoku; * 1974) ist ein japanischer Manga-Zeichner.

## Leben
Shimoku Kio studierte Literatur an der Universität Tsukuba. 1994 nahm er am Nachwuchswettbewerb des Manga-Magazins Afternoon um den Shiki-Preis teil und wurde bei diesem Zweitplatzierter. Diese Auszeichnung bedeutete, dass er die eingereichte Kurzgeschichte, Ten no Ryōiki, daraufhin im Afternoon veröffentlichen konnte.
Für Afternoon arbeitet er seitdem. Die Manga-Serien Kagerō Nikki, Yonensei und Gonensei zeichnete er von 1995 bis 2001. Go Nensei umfasst 900 Seiten in fünf Sammelbänden. Der Durchbruch kam mit der Serie Genshiken, die von 2002 bis 2006 in 1500 Seiten in Afternoon und anschließend in neun Sammelbänden beim Kōdansha-Verlag erschien. Der komödiantische Manga über das Leben der Mitglieder eines Otaku-Studentenclubs wurde in mehrere Sprachen übersetzt und 2004 und 2007 als Anime-Fernsehserien umgesetzt. Die Fortsetzung Geshiken Nidaime erscheint seit 2010 ebenfalls in Afternoon.
Die Figuren in Genshiken sind Fans der fiktiven Anime-Serie Kujibiki Unbalance. Als Original Video Animation produzierte man 2004 tatsächlich drei Folgen dieser Serie. Eine zwölfteilige Anime-Fernsehserie folgte 2006. An einem Manga zu Kujibiki Unbalance arbeitete Kio von 2006 bis 2007, allerdings übernahm er nur die Handlung und zeichnete ihn nicht selbst, wie seine früheren Werke; die Zeichnungen wurden von Keito Koume gestaltet.
Seit 2009 zeichnet Kio auch die Serie Spotted Flower im vierteljährlich erscheinenden Magazin Le Paradis des Hakusensha-Verlages. 2014 ist der erste Sammelband erschienen.

## Werke
- Ten no Ryōiki (点の領域), 1994
- Kagerō Nikki (陽炎日記), 1995–1996
- Yonensei (四年生), 1997–1998
- Gonensei (五年生), 1998–2001
- Kurachikatto no Machi (クラチカットの街), 2002
- Genshiken (げんしけん), 2002–2006
- Kujibiki Unbalance (くじびき♥アンバランス), 2006–2007
- Digopuri (ぢごぷり), 2008–2010
- Spotted Flower, seit 2009
- Geshiken Nidaime (げんしけん: 二代目), seit 2010, Fortsetzung von Genshiken